# Keiynan Lonsdale
Keiynan Lonsdale (Sídney, Nueva Gales del Sur, 19 de diciembre de 1991) es un actor, bailarín y cantautor australiano. Es conocido por interpretar a Ollie Lloyd en Dance Academy, a Uriah Pedrad en The Divergent Series: Insurgent, a Wally West en The Flash y a Bram Greenfeld en Love, Simon.

## Biografía
Lonsdale debutó en 2007 en la película Razzle Dazzle: A Journey into Dance. En 2008 apareció como estrella invitada en un episodio de All Saints, donde interpretó a Corey.
De 2012 a 2013 interpretó a Ollie Lloyd en Dance Academy. El 10 de junio de 2014 se dio a conocer que fue elegido para interpretar a Uriah Pedrad en The Divergent Series: Insurgent.
El 24 de septiembre de 2014, Keiynan fue contratado como Eldon Hanan en The Finest Hours. El 5 de agosto de 2015 se anunció que Lonsdale fue elegido para dar vida a Wally West en The Flash, como parte del elenco principal.
En 2018 actuó en la comedia romántica de temática gay Love, Simon, realizando el papel de Bram, novio de Simon.

## Vida personal
Lonsdale se definió como bisexual por redes sociales en 2017. Del mismo modo, clarificó en una entrevista en 2018 con The Hollywood Reporter, que prefería no etiquetar su sexualidad, y se identifica básicamente como queer. Más tarde se declaró homosexual, gay en una entrevista de 6 de junio de 2022 con BuzzFeed.

## Filmografía
| Cine            | Cine                                     | Cine                          | Cine                                                           |
| Año             | Película                                 | Rol                           | Notas                                                          |
| --------------- | ---------------------------------------- | ----------------------------- | -------------------------------------------------------------- |
| 2007            | Razzle Dazzle: A Journey into Dance      | Miss Elizabeth's Dance Troupe |                                                                |
| 2015            | The Divergent Series: Insurgent          | Uriah Pedrad                  |                                                                |
| 2016            | The Divergent Series: Allegiant – Part 1 | Uriah Pedrad                  |                                                                |
| 2016            | The Finest Hours                         | Eldon Hanan                   |                                                                |
| 2017            | Dance Academy: The Movie                 | Ollie Lloyd                   |                                                                |
| 2018            | Love, Simon                              | Abraham "Bram" Greenfeld      |                                                                |
| 2020            | Work It                                  | Isaiah "Julliard" Pembroke    | Película de Netflix                                            |
| TBA             | Weetzie Bat                              | Duck                          |                                                                |
| Televisión      |                                          |                               |                                                                |
| Año             | Título                                   | Rol                           | Notas                                                          |
| 2008            | All Saints                               | Corey                         | 1 episodio                                                     |
| 2012-2013       | Dance Academy                            | Ollie Lloyd                   | Elenco recurrente (Temporada 2) Elenco principal (Temporada 3) |
| 2015–2020; 2023 | The Flash                                | Wally West/Kid Flash          | 45 episodios                                                   |
| 2017–2018       | DC's Legends of Tomorrow                 | Wally West/Kid Flash          | 9 episodios                                                    |
| 2017            | Supergirl                                | Wally West/Kid Flash          | 1 episodio                                                     |
| 2018            | RuPaul's Drag Race: All Stars)           | Él mismo                      |                                                                |
| 2020            | Love, Victor                             | Bram Greenfeld                | Estrella invitada                                              |